# بلو ریج (آلاباما)
بلو ریج شهری است در ایالت آلاباما در کشور آمریکا.

## مکان
بلو ریج در موقعیت () قرار دارد.
با توجه به اطلاعات اداره آمار آمریکا مساحت آن در حدود ۲۰٫۳ کیلومترمربع است.

## مردم‌شناسی
با توجه به آمار سال ۲۰۰۰ جمعیت آن ۱۳۳۱ نفر، ۵۱۱ خانواده در آن ساکن هستند.
تعداد ۵۲۶ واحد خانه در هر مساحت تقریبی (۲۵،۸akm²) قرار دارد.
۲۲،۲% درصد از خانواده‌های فرزند زیر ۱۸ سال داشتند که از این تعداد ۷۶،۹% درصد زوج بوده و ۶،۵% درصد زنان بدون شوهر و ۱۴،۵% درصد نیز غیر خانواده بودند.
متوسط درآمد یک خانواده در حدود ۸۳،۳۲۰ دلار آمریکا است و زنان درآمد متوسط ۶۰،۶۲۵ دلار آمریکا و مردان درآمد متوسط ۳۷،۸۷۵ دلار آمریکا بدست می‌آورند.